# Joan Chandler
Pour les articles homonymes, voir Chandler.
Joan Chandler, née le 24 août 1923 à Butler (Pennsylvanie) et morte le 11 mai 1979 d'un cancer à New York, est une actrice américaine.

## Filmographie partielle
- 1946 : Humoresque (Humoresque) de Jean Negulesco - Gina
- 1948 : La Corde (Rope) de Alfred Hitchcock - Janet Walker
- 1958 : How to Make a Monster de Herbert L. Strock - Marilyn
- 1960 : Les Jeunes Amants (Too Soon to Love) de Richard Rush - rôle indéterminé